# 275-й отдельный моторизованный батальон особого назначения
275-й отдельный моторизованный Свирский ордена Красной Звезды батальон особого назначения — воинская часть вооружённых сил СССР в Великой Отечественной войне.

## История
Батальон формировался в апреле 1944 года в Московском военном округе. На вооружении батальона находились 100 автомобилей-амфибий Ford GPA
В действующей армии с 21 июня 1944 по 15 ноября 1944, с 25 апреля 1945 по 11 мая 1945 и с 09 августа 1945 по 03 сентября 1945.
Первой боевой операцией батальона стала Свирско-Петрозаводская операция, в ходе которой батальон, будучи приданным 98-й гвардейской стрелковой дивизии с десантом пехоты, не дожидаясь окончания артиллерийской подготовки, утром 21.06.1944 форсировал Свирь на участке 299-го гвардейского стрелкового полка. Затем, вместе с 29-й танковой бригадой, 339-м и 378-м самоходно-артиллерийскими полками вошёл в состав подвижной группы, наступал на Олонец, а 25.06.1944 после выхода к городу, продолжил наступление в направлении Сигозера и Видлицы.
Затем батальон переброшен в Заполярье, где принял участие в Петсамо-Киркенесской операции. На машинах батальона 45-я стрелковая дивизия форсировала залив Яр-фиорд в ночь на 24.10.1944 года.
После операций отведён в резерв, возвращён в действующую армию только в конце апреля 1945 года. Был в составе 6-й гвардейской танковой армии. О том, принимал ли участие в боях, неизвестно.
Затем был передислоцирован в Монголию, принял участие в Хингано-Мукденской операции.

## Состав
- Рота управления
- Две моторизованные роты, каждая из трёх взводов по три отделения, в каждом из которых по три автомобиля
- Миномётная рота из трёх взводов по три отделения, в каждом из которых по три автомобиля
- Сапёрная рота, в состав входили 5 плавающих и 5 обычных автомобилей
- Рота обслуживания

## Подчинение
| Дата            | Фронт (округ)            | Армия                                | Корпус | Дивизия | Примечания |
| --------------- | ------------------------ | ------------------------------------ | ------ | ------- | ---------- |
| 01.05.1944 года | Московский военный округ | -                                    | -      | -       | -          |
| 01.06.1944 года | Московский военный округ | -                                    | -      | -       | -          |
| 01.07.1944 года | Карельский фронт         | 7-я армия                            | -      | -       | -          |
| 01.08.1944 года | Карельский фронт         | 7-я армия                            | -      | -       | -          |
| 01.09.1944 года | Карельский фронт         | -                                    | -      | -       | -          |
| 01.10.1944 года | Карельский фронт         | 14-я армия                           | -      | -       | -          |
| 01.11.1944 года | Карельский фронт         | 14-я армия                           | -      | -       | -          |
| 01.12.1944 года | Резерв Ставки ВГК        | Полевое управление Карелского фронта | -      | -       | -          |
| 01.01.1945 года | Резерв Ставки ВГК        | Резервное фронтовое управление       | -      | -       | -          |
| 01.02.1945 года | Резерв Ставки ВГК        | Резервное фронтовое управление       | -      | -       | -          |
| 01.03.1945 года | Резерв Ставки ВГК        | Резервное фронтовое управление       | -      | -       | -          |
| 01.04.1945 года | Резерв Ставки ВГК        | Резервное фронтовое управление       | -      | -       | -          |
| 01.05.1945 года | 2-й Украинский фронт     | 6-я гвардейская танковая армия       | -      | -       | -          |
| 01.06.1945 года | -                        | -                                    | -      | -       | нет данных |
| 01.07.1945 года | -                        | -                                    | -      | -       | нет данных |
| 01.08.1945 года | Дальневосточный фронт    | -                                    | -      | -       | -          |
| 09.08.1945 года | Забайкальский фронт      | 6-я гвардейская танковая армия       | -      | -       | -          |
| 03.09.1945 года | Забайкальский фронт      | 6-я гвардейская танковая армия       | -      | -       | -          |

## Командиры
- Лещенко П. М., подполковник

## Награды и наименования
| Награды и наименования           | Дата                                                           | За что получена |
| -------------------------------- | -------------------------------------------------------------- | --- |
| Почётное наименование «Свирский» | Приказ Верховного Главнокомандующего № 0174 от 02.07.1944 года | За образцовое выполнение заданий командования в боях с немецко-финскими захватчиками при форсировании реки Свирь, прорыве сильно укреплённой обороны противника и проявленные при этом доблесть и мужество |
| Орден Красной Звезды             | Указ Президиума ВС СССР от 14 ноября 1944 года                 | За образцовое выполнение заданий командования в боях с немецкими захватчиками, за овладение района Никель, Ахмалахти, Сальмиярви и проявленные при этом доблесть и мужество.                               |